# Road movie

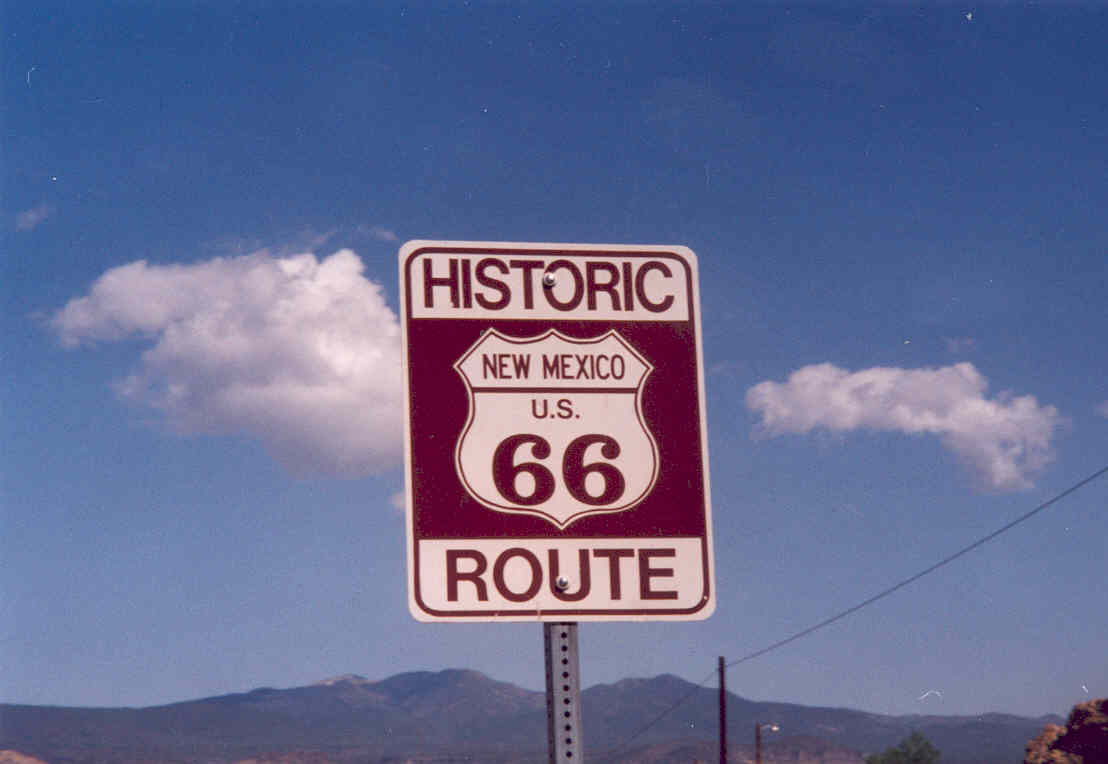
Un cartello indicante U.S. Route 66 strada protagonista di molti road movie

Il road movie ("film su strada") è un genere cinematografico in cui i protagonisti passano gran parte del film in viaggio (solitamente tramite veicoli), generalmente alterando la loro vita quotidiana. Spesso sono incentrati su viaggi nell’entroterra, esplorano il tema dell’alienazione e argomenti quali tensioni e identità culturali di una nazione o di un periodo storico; il tutto è spesso unito a un senso incombente di pericolo (solitamente illegalità e violenza), un’ “aria distintamente esistenziale” e i personaggi mostrati sono irrequieti, frustrati o disperati.  Gli ambienti più comuni, oltre agli abitacoli dei veicoli con cui si muovono i personaggi, sono ristoranti e stanze da motel in cui i protagonisti alloggiano durante il viaggio, che contribuiscono a creare intimità e tensione tra loro. I road movie tendono a concentrarsi sul tema della mascolinità (una crisi attraversata dai personaggi maschili), della ribellione, della cultura automobilistica e della scoperta di sé; più in particolare, la ribellione contro le conservatrici norme sociali.
Solitamente ci sono due filoni narrativi principali nel road movie: la ricerca e la fuga del protagonista. In alcuni casi i personaggi partono per un determinato motivo e la storia segue le loro scoperte e incontri durante il viaggio (ad esempio, Strada a doppia corsia del 1971). In altri road movie, i protagonisti sono in fuga dalle forze dell’ordine e il loro viaggio è costellato da più sesso e violenza, come nel caso di Assassini nati del 1994. Rispetto ai film d’azione, dove predominano le sequenze spettacolari basate su inseguimenti, i road movie hanno il loro fulcro nei conflitti interni e nella maturazione dei personaggi mentre sperimentano nuove realtà durante il viaggio. In questo genere di pellicole, solitamente manca la struttura standard in tre atti utilizzata nei film tradizionali a favore di una ritenuta “sconnessa e scollegata”.
I protagonisti del road movie sono in movimento per tutto il film; pertanto, sono elementi iconografici importanti i mezzi di trasporto (principalmente automobili), le riprese “a carrellata” e gli spazi aperti e selvaggi, similmente a un film western. Altre similitudini con i film western sono il trattamento dei “controlli di frontiera” e del tema della scoperta (spesso personale). Come colonna sonora dei road movie, spesso viene usata musica da autoradio che i protagonisti ascoltano durante il viaggio; nelle pellicole degli Anni Sessanta e Settanta si utilizza generalmente musica rock (in Easy Rider vengono riprodotti brani di Jimi Hendrix, The Byrds e Steppenwolf).
I primi road movie degli Anni Trenta erano incentrati su coppie eterosessuali, mentre, a partire dal secondo dopoguerra, i protagonisti sono diventati principalmente amici maschi; le donne appaiono solitamente come personaggi occasionali che si incontrano lungo il percorso, oppure come compagne temporanee di viaggio. Più raramente sono effettive protagoniste, come nel caso di Thelma e Louise del 1991.
Il genere può anche essere parodiato o avere protagonisti che si discostano dal tipico paradigma di coppia o amici eterosessuali, variazioni apportate soprattutto negli Anni Novanta: The Living End (1992) è incentrata su due uomini gay sieropositivi in viaggio; in Priscilla - La regina del deserto (1994) sono raffigurati un gruppo di drag queen in viaggio per il deserto australiano; A Wong Foo, grazie di tutto! Julie Newmar (1995) ha a sua volta drag queen per protagoniste. Raramente, alcuni road movie hanno come protagonisti grandi gruppi in viaggio (Bus in viaggio del 1996) o guidatori solitari (Punto zero del 1971 e il suo remake del 1997).

## Caratteristiche
Il road movie è stato definito un genere cinematografico elusivo e ambiguo. Timothy Corrigan afferma che è “consapevolmente impuro”. Devin Orgeron afferma che, nonostante il focus letterale dei road movie sia quello dei viaggi in macchina, essi riguardano “la storia del cinema e la cultura dell’immagine”, creando una miscela di generi cinematografici classici di Hollywood. Si è sviluppato combinando la locomozione e il movimento dei media per allontanarsi “dalle forze sedentarie della modernità e dalla contingenza produttiva”.
Mescolando i road movie con altri generi, si sono creati una serie di sottogeneri: i road horror (Il buio si avvicina del 1987), i road comedy (Amori e disastri del 1996), i race road (Anno 2000 - La corsa della morte del 1975) e film su tournée di concerti (Quasi famosi del 2000). Esistono anche road movie noir come Detour - Deviazione per l’inferno (1945), Morirai a mezzanotte e La belva dell’autostrada (1953), i quali “creano paura e suspense intorno all’autostop” e road movie noir a tema fuorilegge come La donna del bandito (1948) e La sanguinaria (1950). Proseguimenti di questi ultimi film sono presenti nell’era del neo noir, come The Hitcher - La lunga strada della paura (1986), Red Rock West (1992) e Radio Killer (2001).
Nonostante la loro importanza e popolarità, i road movie vengono trascurati dagli studi sul cinema e non è stato analizzato particolarmente cosa qualifichi i road movie come tali.

## Paesi

### Stati Uniti
Il road movie tende a essere associato agli Stati Uniti, perché si concentra su “sogni, tensioni e ansie particolarmente americani”: in essi vengono esaminati la tensione tra i due miti fondamentali della cultura americana, che sono l’individualismo e il populismo. La strada aperta riflette la “fantasia utopica” consistente in una cultura omogenea, oppure “l’incubo distopico” della differenza tra culture. Nei road movie statunitensi, gli spazi aperti delle autostrade rappresentano il simbolo delle opportunità nella vita.
La strada è uno “spazio alternativo” in cui i personaggi, separati dalla società convenzionale, hanno modo di sperimentare la trasformazione. In Accadde una notte (1934), una donna ricca riesce a liberarsi dall’ambiente d’élite e da un matrimonio insoddisfacente durante un viaggio in cui conosce persone amichevoli e di buon cuore; l’America centrale è dipinta come un’utopia composta da una “reale comunità”. Le scene di viaggio tendono a suscitare nostalgia per un passato mitico idealizzato.
Generalmente i road movie americani hanno per protagonisti personaggi caucasici; Bus in viaggio di Spike Lee (1996) è una notevole eccezione, dal momento che è incentrato su un gruppo di afroamericani in viaggio su un autobus. Allo stesso modo, Green Book (2018) ha per protagonisti un italoamericano e un pianista nero in viaggio per l’America. Ambedue i film trattano dell’argomento dei diritti civili afroamericani negli Stati Uniti. Chan Is Missing (1982) e Roads and Bridges (2001) esaminano il ruolo e il trattamento riservato agli asiatici-americani negli Stati Uniti.

### Australia
Il road movie è un genere chiave di tale Paese grazie all’ampia varietà di spazi aperti e delle numerose concentrazioni della popolazione. Spesso i road movie australiani hanno un tono distopico, gotico o noir (esempio emblematico è la saga di Mad Max di George Miller): le strade su cui viaggiano i personaggi sono dei “vicoli ciechi” e il focus della storia, più che essere il raggiungimento della meta, è l’esplorazione introspettiva. I film del genere in Australia vengono generalmente ritenute delle “metafore complesse” basate sulla storia del Paese, sulla sua situazione attuale e sulla paura per il futuro. I film di Mad Max danno una reinvenzione distopica dell’entroterra, rappresentandolo come una desolata terra post apocalittica dove la sopravvivenza dipende dall’abilità alla guida.
Priscilla - La regina del deserto è stato definito “un road movie gay spartiacque che affronta il tema della diversità in Australia”. L’inizio del cammino (1971), Back Roads (1977) e La generazione rubata (2002) usano l’espediente del viaggio nell’entroterra australiano per affrontare la relazione tra i bianchi e gli indigeni.
Nel 2005, Fiona Probyn ha identificato un sottogenere di road movie sugli indigeni australiani definito “No Road” (“senza strada”), dal momento che in esso non sono presenti veicoli che viaggiano su strade asfaltate, ma piuttosto degli spostamenti su sentieri con inseguitori indigeni che li rintracciano con le loro capacità di osservazione. Con la crescente rappresentazione delle minoranze razziali nei road movie australiani, il “No Road” è stato associato anche a film asiatici-australiani che rappresentano viaggi su percorsi diversi dalle strade: Mother Fish del 2010, per esempio, è ambientato sull’acqua e racconta la storia dei profughi dei boat people. L’iconografia degli incidenti stradali, ricorrente nei road movie australiani, è stata definita un simbolo della violenza degli indigeni bianchi, un punto di rottura nella narrazione che cancella  e dimentica la storia di tale violenza.

### Canada
Per le vaste distese territoriali del Paese, anche in Canada il road movie è un genere comune per esaminare i temi di alienazione e isolamento in relazione a un vasto e quasi inquietante paesaggio dallo spazio apparentemente infinito; viene anche esplorato come l’identità canadese differisce dai “vicini” statunitensi. Crash di David Cronenberg (1996) rappresenta l’eccitazione sessuale perversa che si ottiene attraverso l’esperienza di un incidente d’auto; tale argomento ha portato Ted Turner a cercare di boicottare il film nelle sale statunitensi.
Registi asiatici-canadesi come Ann Marie Fleming hanno realizzato road movie basati sull’esperienza dei canadesi di origini asiatica, oppure su quella dei loro parenti durante l’internamento dei canadesi-giapponesi negli Anni Quaranta da parte del governo canadese.

### Europa
I cineasti europei dei road movie si approcciano alle convenzioni stabilite dai registi americani allo stesso tempo li riformulano: la velocità dei conducenti sulla strada viene de-enfatizzata, aumentando la qualità dell’introspezione e rafforzando la metafora del viaggio come una ricerca da parte dei personaggi; spesso ci si incentra su temi come quello dell’identità nazionale. Vengono anche esaminati i temi del post colonialismo, della dislocazione, della memoria e l’identità.

#### Germania
Il regista tedesco Wim Wenders ha esplorato i temi americani dei road movie attraverso la sua “trilogia della strada” composta da Alice nelle città (1974), Falso movimento (1975) e Nel corso del tempo (1976), film ambientati principalmente nella Germania occidentale. Nel corso del tempo include alcuni elementi insoliti per i road movie, come momenti privi di movimento e mancanza di musica (a eccezione della colonna sonora rock). Altri road movie di Wenders includono Paris, Texas e Fino alla fine del mondo. Essi “filtrano le escursioni nomadi attraverso una pensosa lente tedesca” e raffigurano “cupi vagabondi che devono fare i conti con le loro cicatrici interne”.

#### Francia
La tradizione dei road movie francesi varia da I santissimi di Bertrand Blier (1973) e Senza tetto né legge di Agnès Varda a film degli Anni Novanta quali Merci la vie (1991) e Baise moi (film controverso su due donne che si vendicano di uno stupro), a film degli Anni Duemila come A tempo pieno di Laurent Cantet (2001) e Luci nella notte di Cédric Kahn (2004). Pur condividendo con i road movie statunitensi l’attenzione sul tema della libertà individuale, i road movie francesi bilanciano tale valore con quello dell’uguaglianza e della fraternità, secondo il modello repubblicano francese di libertà, uguaglianza e fraternità.
Neil Archer afferma che i road movie francesi e francofoni in generale si concentrano sugli argomenti di spostamento e identità, in particolar modo riguardo ai giovani e agli immigrati maghrebini.

#### Spagna
I road movie spagnoli sono fortemente influenzati da quelli americani e i film generalmente sono di stampo comedy secondo il modello di pellicole statunitensi come Scemo & più scemo di Peter Farrelly (1994); Airbag (definito “il road movie spagnolo di maggior successo di tutti i tempi”) è un esempio di road movie spagnolo che, similmente a film statunitensi quali Road Trip, usa la struttura dei film di genere per realizzare una commedia con un umorismo grossolano a sfondo sessuale. Juanma Bajo Ulloa, regista di Airbag, ha affermato che era sua intenzione ironizzare sui road movie statunitensi, pur continuando a utilizzare la metamorfosi attraverso la narrativa del viaggio su strada tanto popolare nel genere (in questo caso, il protagonista arriva a rifiutare la sua ragazza a favore di una prostituta incontrata durante il viaggio). Airbag utilizza anche gli equivalenti spagnoli dell’ambiente e dell’iconografia dei road movie quali deserti, casinò e road club; utilizzano anche sequenze di azione (inseguimenti, esplosioni e incidenti) che ricordano i lavori di registi americani come Tony Scott e Oliver Stone.
Una sottocategoria di road movie spagnoli è influenzata dai road movie femminili statunitensi come Alice non abita più qui di Martin Scorsese (1974), Crazy Mama di Jonathan Demme (1975), Thelma & Louise di Ridley Scott (1991) e A proposito di donne di Herbert Ross  (1995), i quali mostrano modelli di personaggi femminili “meno tradizionali” e più visibili, innovativi, introspettivi e realistici. Diverse pellicole spagnole di genere affrontano le questioni sociali sulle donne come l’ingiustizia e il maltrattamento che le donne subiscono sotto il patriarcato. Fugitives, ad esempio, descrive la fuga di due donne che imparano a fidarsi l’una dell’altra durante le loro avventure. Le immagini presenti nel film presentano degli omaggi alle convenzioni dei road movie statunitensi uniti a personaggi-tipo spagnoli.

#### Svezia
Film emblematico di tale genere in Svezia è Il posto delle fragole di Ingmar Bergman (1957) il quale, rispetto ai road movie americani, ha una maggiore “sensibilità esistenziale” e pause per “divagazioni filosofiche di stampo europeo.

#### Italia
Celebri road movie italiani sono La strada di Federico Fellini (1954), Il sorpasso di Dino Risi (1962), Bianco, rosso e Verdone di Carlo Verdone (1981), Marrakech Express di Gabriele Salvatores (1989) e Basilicata coast to coast di Rocco Papaleo (2010). Tre uomini e una gamba (1997) presenta diversi sketch dei comici Aldo, Giovanni e Giacomo, riproposti in salsa road movie misto a commedia romantica.

#### America Latina e Sud America
I road movie realizzati in America Latina hanno un’atmosfera simile a quelli europei ma, invece di singoli personaggi o coppie, solitamente hanno come protagonisti un ampio cast; inoltre, i film esplorano le differenze tra le regioni urbane e quelle rurali e tra il nord e il sud. Salita al cielo di Luis Buñuel (1951), segue il viaggio di un povero contadino in una grande città per aiutare la madre morente; in questa versione il percorso è presentato come un “pellegrinaggio carnevalesco” o come un “circo itinerante”, approccio usato anche per i film Bye Bye Brasil (1979, Brasile), Guantanamera (1995, Cuba) e Central do Brasil (1998, Brasile). Alcuni road movie latinoamericani sono ambientati durante l’epoca dei conquistadores, come Cabeza de Vaca (1991, Messico); altri si concentrano su persone in fuga dalla giustizia. Y tu mamá también - Anche tua madre (2001, Messico) parla delle avventure a sfondo sessuale di due giovani amici nel corso di un viaggio.

#### Russia
Pur essendo un genere di scarso successo tra i media mainstream, i road movie hanno un’enorme popolarità nel cinema d’arte russo e nelle culture post sovietiche circostanti alla Russia; esempi noti sono l’ucraino Sčast'e moë (2010) e i russi Bumer  (2003), Major (2013) e Kak Vit'ka Česnok vёz Lёchu Štyrja v dom invalidov (2017).
I temi dei road movie russi sono variabili, dall’esistenzialismo alla commedia nera. I film più importanti sono quelli di Sergei Loznitsa, che ha utilizzato lo stile del neo noir per raccontare la riunione di persone dopo la distruzione dei governi in seguito alla caduta dell’Unione Sovietica; in Donbass, suo ultimo lavoro (del 2018), si assume invece lo stile opposto, usando la commedia nera e la satira per rappresentare le tragedie realistiche della guerra russo-ucraina.

### India
Tra i road movie indiani, quelli di maggior importanza sono del regista sperimentale Ram Gopal Varma, che hanno contribuito allo sviluppo dei film noir new age e portato a diversi imitatori del genere. Nel 21º secolo i film di Bollywood hanno avuto un’impennata di road movie; esempi sono Road, Movie e Liar's Dice.

### Africa
In Africa sono stati realizzati alcuni road movie quali Cocorico! Monsieur Poulet in Nigeria (1977) e Comboio de Sal e Açúcar in Mozambico (2016).

## Storia
Il road movie ha le sue radici nei racconti orali e scritti di viaggi epici, come l'Odissea e  l'Eneide. La sua struttura narrativa viene spesso usata da scrittori e sceneggiatori come variante di un romanzo di formazione, una storia durante la quale l’eroe cresce, cambia e generalmente migliora, concentrandosi maggiormente sul viaggio piuttosto che sulla meta da raggiungere. Tra le influenze letterarie del road movie ci sono Don Chisciotte, nel quale il viaggio viene sfruttato come mezzo per fare della satira sociale; Le avventure di Huckleberry Finn, incentrata su un viaggio lungo il Mississippi durante il quale vengono riportate delle critiche sulla società dell’epoca; Cuore di Tenebra, che tratta di un lungo viaggio lungo un fiume del Congo in cerca di un commerciante d’avorio; e Donne innamorate, il quale parla di viaggi e mobilità con critiche sociali sui guai dell’industrializzazione. In particolare, Donne innamorate pone le basi per i futuri road movie, in quanto parla di una coppia di donne che si ribella alle norme sociali abbandonando la propria posizione famigliare stabile per intraprendere un tortuoso viaggio senza meta.
Il romanzo Furore di John Steinbeck (1939) rappresenta la lotta per la sopravvivenza di una famiglia durante la Grande Depressione; la versione cinematografica, realizzata un anno dopo, rappresenta il viaggio estenuante della famiglia sulla Route 66, utilizzando sequenze di montaggio, immagini riflesse della strada sul parabrezza e specchi e immagini dal punto di vista del conducente per creare un senso di movimento. The Air-Conditioned Nightmare (L’incubo dell’aria condizionata), autobiografia di Henry Miller del 1947, cattura lo stato d’animo di frustrazione, irrequietezza e mancanza di scopo tipico dei road movie; il romanzo descrive il viaggio di Miller attraverso gli Stati Uniti e critica la discesa nel materialismo della nazione.
Film western come Ombre rosse di John Ford (1939) sono stati definiti “proto road movie”; la pellicola è infatti incentrata sul viaggio di un gruppo eterogeneo di persone attraverso il deserto, le quali, nonostante le diversità, sono costretti a lavorare insieme per fronteggiare il pericolo degli indiani. La differenza sostanziale tra le storie passate di personaggi erranti e i road movie sta nella tecnologia: nei road movie i protagonisti viaggiano attraverso veicoli come automobili, moto, autobus o treni, dando una rappresentazione dei vantaggi e mali sociali della modernità.  La trama “on the road” fu utilizzata fin dagli albori del cinema americano, ma fiorì negli anni del secondo dopoguerra, riflettendo il boom della produzione automobilistica e la cultura giovanile che nacquero in quegli anni. I primi road movie vennero criticati per la loro “misoginia casuale”, “paura dell’alterità”, per avere personaggi perlopiù caucasici e per non aver esaminato questioni come potere, privilegio e genere.
I road movie del secondo dopoguerra sono stati fortemente influenzati dal romanzo Sulla strada di Jack Kerouac nel 1957, in quanto in esso viene delineato il futuro dei road movie, fornendo la sua principale narrativa di esplorazione, ricerca e viaggio. Il libro include molte descrizioni della guida in auto ed è incentrato sul personaggio di Sal Paradise (alter ego dello stesso Kerouac), uno studente universitario della classe media che intraprende un viaggio in macchina per cercare materiale per la sua carriera di scrittore; rispetto agli on the road precedenti, incentrati su vagabondaggi senza meta, tale viaggio è limitato e ha un inizio e una fine ben precisi. In contrasto all’intellettuale Sal c’è il giovane delinquente Dean, un personaggio selvaggio che incarna l’idea della “liberazione” fornita dalla strada. Kerouac, rappresentando un personaggio emarginato, non incorporato nella cultura americana tradizionale, permise ai road movie di utilizzare una gamma diversificata di protagonisti piuttosto che le classiche coppie eterosessuali (Accadde una notte), gruppi in movimento (Furore) o amici maschi. Nello stesso periodo di Sulla strada venne pubblicato Lolita di Vladimir Nabokov (1955); entrambi sono stati definiti “due monumentali romanzi su strada che lacerarono l’America con una carica erotica sovversiva”.
Negli Anni Cinquanta ci furono diverse commedie ambientate su strada; non c’erano molti road movie, ma la cosiddetta “cultura giovanile del dopoguerra” venne rappresentata in film quali Il selvaggio (1953) e Gioventù bruciata (1955). Dopo la seconda guerra mondiale, il genere del road movie divenne più codificato, consolidando caratteristiche quali l’uso di personaggi che sperimentano “amnesia, allucinazioni e crisi drammatiche”. I road movie acquisiscono un approccio estetico modernista, in quanto si concentrano sui temi della ribellione, della critica sociale del “brivido della libertà”, oltre che “disillusione” per le norme politiche ed estetiche tradizionali. La consacrazione di tale genere arrivò solo negli Anni Sessanta con film come Gangster Story e Easy Rider.
Gangster Story potrebbe essere stato influenzato dal cinema francese, come il film Fino all’ultimo respiro di Jean-Luc Godard (1960) e da Tirate sul pianista (1960) di François Truffaut. L’autore Devin Orgeron ritiene che i road movie americani erano basati sulla visione che gli statunitensi avevano del cinema europeo del secondo dopoguerra, portando i registi americani ed europei a influenzarsi reciprocamente in tale genere.
Per creare più “frenesia” alla storia, a partire dagli Anni Sessanta si iniziarono a inserire nei road movie l’elemento della violenza alla già presente tensione sessuale: dagli Anni Trenta agli Anni Sessanta, il semplice mostrare un uomo e una donna in viaggio era considerato “eccitante” perché i soggiorni nei motel e la vicinanza fisica implicavano fortemente il consumo di rapporti sessuali (all’epoca il sesso non poteva essere rappresentato nei film a causa del Codice Hays). Gangster Story (1967) e, anni dopo, Assassini nati (1994), ritraggono come di “consueto” una coppia eterosessuale in viaggio, la quale è però coinvolta in cruenti omicidi e non può tornare alla normale vita domestica alla fine del film essendo in fuga dalle autorità.
Sono state riconosciute tre diverse fasi del road movie incentrati sugli inseguimenti: l’era dei film noir del secondo dopoguerra, la fine degli Anni Sessanta in contemporanea alla guerra del Vietnam e l’era post Reagan degli Anni Novanta, quando “l’eroismo maschilista della Guerra del Golfo ha lasciato il posto a un esame più attento”. Negli Anni Settanta furono realizzati diversi film a basso budget incentrati su inseguimenti on the road; negli Anni Ottanta vennero prodotti road movie rurali, mentre negli Anni Novanta venne rivisitata la figura delle coppie di fuorilegge con una ripresa postmoderna in film quali Cuore selvaggio e Una vita al massimo. Mentre i primi road movie descrivevano la scoperta di nuovi territori o il superamento dei confini di una nazione (elementi centrali nei primi film western statunitensi), successivamente vennero utilizzati per mostrare i cambiamenti delle identità nazionali; un esempio è Easy Rider di Dennis Hopper, il quale mostra la trasformazione sociale e culturale degli Stati Uniti alla fine degli Anni Sessanta. I film della Nuova Hollywood per i road movie sfruttarono le nuove tecnologie cinematografiche (come le fotocamere leggere, inoltre incorporarono approcci cinematografici del cinema europeo quali una struttura narrativa ellittica, dispositivi di autoriflessione, lo sviluppo sfuggente di personaggi alienati, inquadrature di viaggio audaci e particolari sequenze di montaggio.
I road movie sono stati definiti un genere del secondo dopoguerra, perché tracciano le tendenze culturali chiave del dopoguerra, come la rottura della struttura familiare tradizionale con la destabilizzazione dei ruoli maschili; ci si concentra su delle minacce (solitamente eventi) che provocano un impatto con i personaggi in movimento; c’è un’associazione tra i protagonisti e i mezzi di trasporto utilizzati (generalmente auto o biciclette) e l’auto simboleggia il sé nella cultura moderna. Solitamente ci si concentra sugli uomini, mentre le donne vengono tipicamente escluse, creando una “fantasia di evasione maschile che collega la mascolinità alla tecnologia”.
Negli Anni 2000 sono stati prodotti una nuova serie di road movie, portando gli studiosi a interessarsi maggiormente al genere. Il British Film Institute ha messo in evidenza dieci road movie successivi al 2000, sottolineando come ciò indichi che “c’è ancora molta benzina per il genere road movie”. L’elenco include American Honey di Andrea Arnold (2016), Y tu mamá también di Alfonso Cuarón (2001), The Brown Bunny (2003), I diari della motocicletta di Walter Salles (2004), Broken Flowers (2005), Little Miss Sunshine di Jonathan Dayton e Valerie Faris (2006), Locke di Steven Knight (2013) e Nebraska di Alexander Payne (2013). I road movie contemporanei sono stati definiti  “un ideogramma del desiderio umano e un’ultima disperata ricerca di sé”, progettati per un pubblico cresciuto guardando la tv, in particolare programmi seriali.